# Jake Picking
Jake Picking (* 2. März 1991 in Erlangen, Deutschland) ist ein US-amerikanischer Schauspieler.

## Leben
Jake Picking wurde in Deutschland geboren, wo sein Vater, ein Angehöriger der United States Army aus West Point, zum Zeitpunkt seiner Geburt stationiert war. Anderen Quellen zufolge wurde er im US-Bundesstaat Massachusetts geboren. Er wuchs auf in Boston, Massachusetts. An der New York University gehörte Picking als Flügelstürmer dem dortigen Eishockey-Team an. Sein Wirtschaftsstudium brach er nach einem Jahr ab, da er sich mehr für die Schauspielerei und die Studentenfilmprojekte interessierte. Picking wirkte noch vor seiner Schauspielkarriere in einem Werbespot der National Hockey League (NHL) mit.
Picking besuchte Castings in Boston. 2013 gab er sein Spielfilmdebüt mit einer kleinen Rolle in dem Jugendfilm Ganz weit hinten (2013) mit Steve Carell. Es folgten Gastauftritte in den Serien Ironside (2013) und Chasing Life (2014). Um eine professionelle Schauspielkarriere zu starten, übersiedelte er nach Los Angeles. Den Umzug an die Westküste hatte er einem möglichen Schauspielstudium an der NYU Tisch School of the Arts den Vorzug gegeben, obwohl er in Los Angeles über keinerlei Kontakte verfügte.
In den folgenden Jahren war Picking zunächst in kleineren Nebenrollen in Kinoproduktionen zu sehen. 2016 gehörte er zum Ensemble des Dramas Goat, das physische und psychische Gewalt in der amerikanischen College-Fraternity-Landschaft thematisiert. In der Rolle des sadistischen Schwur-Meisters Dixon quälte Picking Hauptdarsteller Nick Jonas. Im selben Jahr war er in dem Thriller Boston zu sehen, der den Anschlag auf den Boston-Marathon dramatisiert. Hier übernahm er den Part des Polizisten Sean Collier, der von den Attentätern Dschochar und Tamerlan Zarnajew (dargestellt von Alex Wolff und Themo Melikidze) erschossen wird.
Einem größeren Publikum wurde Picking 2020 im Alter von 29 Jahren durch seine Mitwirkung in der für den Streamingdienst Netflix produzierten Serie Hollywood bekannt. In der fiktiven Miniserie über Sexismus und Homophobie im Hollywood der 1940er-Jahre ist er als aufstrebender Filmschauspieler Rock Hudson (1925–1985) zu sehen, der Zeit seiner Karriere seine Homosexualität verbergen musste.
Im Jahr 2022 kam Joseph Kosinskis Actionfilm Top Gun: Maverick in die US-amerikanischen Kinos, in dem Picking die Nebenrolle des Lt. Brigham „Harvard“ Lennox spielte.
Jake Picking zählt seit seiner High-School-Zeit das Rappen zu seinen Hobbys. Obwohl er seine Texte bisher nicht veröffentlicht hat, rappte er in dem Filmdrama Horse Girl (2020) einige seiner Originaltexte und -Songs, darunter das Stück Hollywood Kills. Er ist mit seinen Schauspielkollegen K. J. Apa und Charles Melton befreundet, mit denen er sich denselben Fitnesstrainer teilt.
In Deutschland wird er überwiegend von Julius Jellinek und Peter Frerich synchronisiert.

## Filmografie
- 2013: Ganz weit hinten (The Way, Way Back)
- 2013: Ironside (Fernsehserie, 1 Folge)
- 2014: Chasing Life (Fernsehserie, 2 Folgen)
- 2014: Salvation (Fernsehfilm)
- 2016: Dirty Grandpa
- 2016: Goat
- 2016: Boston (Patriots Day)
- 2017: No Way Out – Gegen die Flammen (Only the Brave)
- 2018: Der Sex Pakt (Lockers)
- 2018: Sicario 2
- 2018: Angie Tribeca (Fernsehserie, 1 Folge)
- 2020: Horse Girl
- 2020: Hollywood (Fernsehserie, 7 Folgen)
- 2022: Spin Me Round
- 2022: Top Gun: Maverick